# Mercedes de Freitas
Mercedes de Freitas es una historiadora y activista venezolana. Actualmente es la directora ejecutiva del capítulo en Venezuela de Transparencia Internacional.

## Educación
De Freitas egresó como historiadora de la Universidad Central de Venezuela. También tiene una especialización en gerencia y desarrollo organizacional del Instituto de Estudios Superiores de Administración (IESA) y un título en gerencia efectiva de organizaciones no gubernamentales en la Universidad de Queensland, Brisbane, Australia.

## Carrera
Mercedes ha sido miembro fundadora y directora de otras organizaciones no gubernamentales: en 1997 de la Fundación Venezuela 2020, en 2000 de Momento de la Gente, en 2001 de Cívitas Venezuela, y en 2002 de Mirador Democrático. En 2002 también estuvo entre los fundadores de la Red Acuerdo de Lima, junto a organizaciones de doce países de América Latina, y en 2006 funda el Instituto Prensa y Sociedad Venezuela junto a Ricardo Uceda. Fue cofundadora de Crea Resultados en 2006, al igual que de Crea Resultados Innovación y Resultados en Colombia en 2014, y fundadora de Campus Transparencia en 2018. En 2005 inicia la Coalición Proacceso junto con otros representantes de la sociedad civil y el apoyo de la Open Society Foundation; en 2012 funda la Coalición Monitor Legislativo junto con otras ONGs; en 2013 promueve la fundación de la Alianza por la Salud con más de quince sindicatos, gremios, académicos y organizaciones no gubernamentales, y en 2016 fue miembro coordinador de la Red Justicia. También ha sido directora de Civitas Venezuela desde 2005, vicepresidente de la Fundación Tierra Viva desde 2010, y directora de Vendata desde 2016, organización en la que también es fundadora.
Entre 2002 y 2002 fue coordinadora de programas de Observación Electoral en Venezuela con el Centro Carter, y desde 2002 ha participado en el estudio, diseño, desarrollo e implementación de programas de transparencia y anticorrupción. Ha sido observadora electoral con la OEA, la International Foundation for Electoral Systems (IFES), el Centro de Asesoría y Promoción Electora (CAPEL), y el Instituto Nacional Demócrata para los Asuntos Internacionales (NDI). Además, ha sido fellow de la red mundial de emprendedores sociales Ashoka, donde fue galardonada como Champion ChangeMaker en 2006.
Entre 2014 y 2014 integró la junta directiva de Transparencia Internacional. Es la fundadora y ha sido la directora ejecutiva de Transparencia Venezuela, capítulo nacional de Transparencia Internacional.
Durante su trayectoria como activista, Mercedes ha denunciado casos de violación de derechos humanos, de abuso de poder y delitos electorales ante el Tribunal Supremo de Justicia de Venezuela, antes otras cortes del país y ante la Comisión Interamericana de Derechos Humanos. De igual forma, ha elaborado y presentado informes sobre derechos humanos ante la Organización de Estados Americanos (OEA) y sus asambleas desde 2001, ante el Consejo de Derechos Humanos de las Naciones Unidas entre desde 2013, y ante la Convención de las Naciones Unidas contra la Corrupción. Ha participado en la redacción de varios proyectos de ley en Venezuela, incluyendo a la Ley Orgánica del Poder Público Municipal entre 2001 y 2002, la Ley del Poder Electoral en 2000, la reforma de la Ley contra la Corrupción y el proyecto ley de Transparencia y Acceso a la Información Pública, además de elaborar propuestas legislativas y normativas sobre criterios para una ley anti impunidad y protección de denunciantes.
Las publicaciones en las que ha participado incluyen El Acceso a la Información Pública en Venezuela, Transparencia vs Opacidad en 2010; Monitoreando el Asamblea Nacional 2011-2013; Manual de rendición de cuentas municipales; Manual de presupuesto participativo municipal Memorial de Agravios, Corrupción en Venezuela 2017.